# Акшехір (місто)
Акшехір (тур. Akşehir), Філомеліон (грец. Φιλομήλιον) - місто та центр однойменного району в провінції Конья у Туреччині. Розташоване на краю родючої рівнини, на північній стороні хребта Султана-Даґ.

## Історія
Заснування Філомеліону, ймовірно, пов'язане із македонським князем Філомелосом, який жив у ІІІ столітті до нашої ери. Місто розвинулось з огдяду на розташування на важливій греко-римській дорозі від Ефесу на схід. В 1117 році під Філомеліоном візантійська армія здобула перемогу над військом турок-сельджуків. Під час Третього хрестового походу, 7 травня 1190 року, під Філомеліоном відбулась також битва між військами хрестоносців Фрідріха I та військами турок-сельджуків.
У XIV столітті в час правління султана Баязида І був захоплений турками-османами. Вважається що у місті знаходиться могила Ходжи Насреддіна. 
З 5 липня по 10 липня кожного року в пам'ять про нього, відбуваються урочисті урочистості з концертами та іншими громадськими заходами.Є членом Європейської асоціації історичних міст та регіонів.